# Jablonec nad Nisou
Jablonec nad Nisou (německy Gablonz an der Neiße, polsky Jabłoniec nad Nysą) je statutární město v okrese Jablonec nad Nisou v Libereckém kraji. Leží devět kilometrů jihovýchodně od Liberce, v údolí řeky Nisy a jejích přítoků. Na ploše 31,38 km² ve městě, včetně všech částí, žije přibližně 46 tisíc obyvatel.
Město proslulo výrobou skla a bižuterie, je v něm však zastoupena i řada jiných průmyslových odvětví. Jablonec a okolí nabízejí množství sportovních i turistických aktivit (Maloskalsko, Jizerské hory). Jablonec de facto vytváří souměstí s Libercem, ve kterém žije téměř 150 tisíc lidí, což představuje jeden z největších městských prostorů v zemi.

## Název
O původu jména existuje několik teorií, za nejpravděpodobnější je v současnosti považována ta, že jméno „Jablonec“ je odvozeno od slova „jabloň“ (podle pověsti, která kolovala mezi většinovým německým obyvatelstvem, Jablonec vznikl kolem zájezdního hostince na křižovatce obchodních cest, u kterého rostla jabloň – dnes křižovatka „U Zeleného stromu“ s kruhovým objezdem).
Podle jiné teorie název souvisí s latinským označením „gabulum“, místo, kde se vybíralo clo. Tato teorie je podporována tím, že velká část měst s podobnými názvy (Jablonné, Jablunkov) leží u hranic nebo na významných starých stezkách.
Další teorie jméno dává do souvislosti s německým slovem Gabel (vidlice, větvení – Jablonec leží na soutoku Novoveského potoka, Lužické a Bílé Nisy, podobně jako německý název Jablonného v Podještědí – Deutsch Gabel).

## Historie

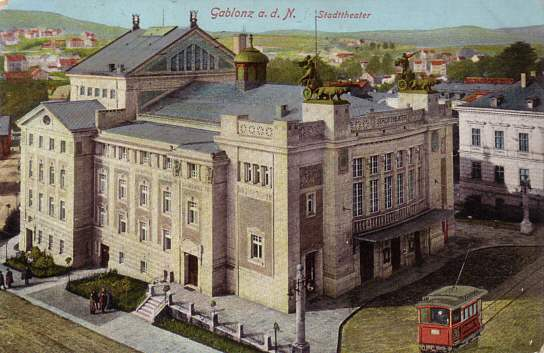
Městské divadlo kolem roku 1911

První písemná zmínka o Jablonci pochází z roku 1356, v němž byla obnovena fara a postaven kostel sv. Anny. Během husitských válek byl Jabolonec ušetřen, avšak za vlády Jiřího z Poděbrad Jablonec jako součást maloskalského panství, přívržence husitů, dne 30. srpna 1469 stejně jako vsi Rýnovice, Maršovice a Jistebsko neunikl vypálení. V zemských deskách z let 1538 a 1543 se pak uvádí jako pustý.
K pozvolnému znovuosídlování došlo až v druhé polovině 16. století, především v souvislosti s podmínkami pro sklářství. V druhé polovině 17. století už sklářství zažívalo bouřlivý rozvoj a díky vývoji techniky drahokamové řezby se k němu přidal i průmysl bižuterní. K tomu hojně přispěli mistři „štajnšnajderové“, kteří na této technice pracovali. Během třicetileté války (roku 1643) byl Jablonec s okolními vesnicemi vypálen znovu.
V letech 1708–1710 odpor libereckých měšťanů zmařil snahy hrabat Desfoursů o povýšení Jablonce na městys. K tomu došlo císařským rozhodnutím až 21. dubna 1808. Roku 1847 Jablonec konečně spojila se světem výstavba Krkonošské silnice. V letech 1848–1850 zanikla patrimoniální správa a v Jablonci byl historicky prvním starostou zvolen exportér Josef Pfeiffer. V roce 1866 se dekretem císaře Františka Josefa I. stal Jablonec městem. Jmenovací dekret však obdržel až v roce 1906, kdy si tehdejší starosta jeho vydání u císaře údajně doslova „vyseděl“. K této příležitosti byl závazně kodifikován městský znak a k jménu města připsán přívlastek „nad Nisou“.
Z Jablonce se mezitím stalo světově proslulé středisko obchodu s bižuterií. V roce 1880 zde pro tyto účely založili uměleckoprůmyslovou školu a v roce 1888 bylo město napojeno na železniční síť tratí Liberec–Jablonec, zanedlouho prodlouženou z Jablonce přes Smržovku a Tanvald až do Kořenova a tam napojenou na síť tehdejších železnic pruských. To vše výrazně přispělo k rozkvětu jabloneckého průmyslu, který zase vedl k rozvoji architektury. Zdejší exportéři si stavěli domy zejména ve stylu secese. Za zmínku určitě stojí i výjimečný secesní kostel Povýšení svatého kříže. Mnoho staveb ve městě nese prvky dobového historismu, např. novorenesanční budova pošty, historizující městské divadlo se secesními interiéry či evangelický kostel ve stylu novogotiky. Stoletá voda roku 1897 zničila valnou část regionu, v následujícím desetiletí se proto začaly stavět ochranné přehrady včetně jabloneckého vodního díla Mšeno. V meziválečném období nechalo město vybudovat dvě největší funkcionalistické dominanty města – novou radnici a katolický kostel Nejsvětějšího srdce Ježíšova. Tím dalo v dobách krize práci téměř dvěma tisícům dělníků.
V letech 1938 až 1945 byl Jablonec, v důsledku uzavření Mnichovské dohody, přičleněn k nacistickému Německu. Jablonec utrpěl útěkem Čechů před nacismem a především nuceným odsunem německého obyvatelstva po druhé světové válce. Přestože byla značná část místních Němců díky sklářské odbornosti z odsunu vyňata, počet obyvatel Jablonce klesl o více než 10 tisíc. Velká část odsunutých z Jablonce a okolí našla nový domov ve městě Kaufbeuren v jižním Bavorsku, ve čtvrti jež byla roce 1952 pojmenována Neugablonz, tedy Nový Jablonec. Město (na rozdíl od sousedního Liberce) naopak tolik nepostihla okupace ČSSR vojsky Varšavské smlouvy v srpnu 1968. Zasáhla ho, stejně jako celou republiku, vlna panelové výstavby, která zničila nejen historické Mšeno nad Nisou, ale i zcela změnila malebná jablonecká předměstí. Statutárním městem se Jablonec nad Nisou stal v roce 2012.

## Přírodní poměry
Jablonec nad Nisou je zasazen do nádherné přírody. Od západu sem zasahuje Žitavská pánev, v jejímž okrsku Jablonecká kotlina se rozkládá vlastní centrum města, které je ze zbývajících světových stran obklopeno Jizerskými horami (na severním okraji města jde o okrsek Tanvaldská vrchovina, na východě Černostudnický hřbet, na jihu Maršovická vrchovina). Výše položené partie Jizerských hor na severu jsou dobře přístupné i MHD, jejíž autobusy zajíždí až do Bedřichova – ráje běhu na lyžích. Při okrajích města jsou dobře přístupné dva zalesněné hřebeny – na jihovýchod od Jablonce je to Černostudniční hřeben s rozhlednou na vrcholu Černá studnice, na severozápadním okraji města pak Prosečský hřeben s rozhlednou Nad Prosečí; obě lokality skýtají možností dobrého výhledu. Nedaleko Jablonce se nachází také přírodní park Maloskalsko, malebný mikroregion s množstvím rozeklaných pískovcových skal protnutých tokem řeky Jizery.
Městem prochází rozvodí Baltského moře (povodí řeky Lužická Nisa) a Severního moře (povodí Labe), kam směřuje v Kokoníně pramenící řeka Mohelka – pravostranný přítok Jizery. Na území města je několik zajímavých geologických útvarů – Balvan s kotlem v ulici U Balvanu, Čertův kámen (kámen položený na čtyřech menších kamenech) a Schnuppstein (skalisko s vyhlídkou) v místní části Vrkoslavice, peřejnaté údolí řeky Lužická Nisa v části Brandl s říčními hrnci.

## Obyvatelstvo

### Počet obyvatel
Podle sčítání v roce 1921 ve městě žilo v 2283 domech 26 929 obyvatel, z nichž bylo 14 359 žen. 3 926 obyvatel se hlásilo k československé národnosti, 21 982 k německé a 94 k židovské. Žilo zde 20 698 římských katolíků, 2 609 evangelíků, 159 příslušníků Církve československé husitské a 801 židů. Podle sčítání 1930 v Jablonci žilo v 2 984 domech 33 958 obyvatel. 5 602 obyvatel se hlásilo k československé národnosti a 27 017 k německé. Žilo zde 24 873 římských katolíků, 3 331 evangelíků, 597 příslušníků Církve československé husitské a 799 židů.
| Rok            | 1869   | 1880   | 1890   | 1900   | 1910   | 1921   | 1930   | 1950   | 1961   | 1970   | 1980   | 1991   | 2001   | 2011   |
| -------------- | ------ | ------ | ------ | ------ | ------ | ------ | ------ | ------ | ------ | ------ | ------ | ------ | ------ | ------ |
| Počet obyvatel | 12 705 | 15 560 | 22 833 | 31 993 | 43 242 | 39 147 | 50 084 | 32 749 | 36 116 | 36 679 | 42 179 | 45 937 | 45 266 | 44 567 |
| Počet domů     | 1 440  | 1 582  | 2 079  | 2 674  | 3 480  | 3 792  | 4 961  | 5 068  | 4 623  | 4 594  | 4 507  | 4 875  | 5 006  | 5 403  |

| Rok            | 1869  | 1880  | 1890   | 1900   | 1910   | 1921   | 1930   | 1950   | 1961   | 1970   | 1980   | 1991   | 2001   | 2011   | 2021   |
| -------------- | ----- | ----- | ------ | ------ | ------ | ------ | ------ | ------ | ------ | ------ | ------ | ------ | ------ | ------ | ------ |
| Počet obyvatel | 6 752 | 9 032 | 14 653 | 21 091 | 29 521 | 26 929 | 33 958 | 23 139 | 25 506 | 26 907 | 29 030 | 27 871 | 26 390 | 26 390 | 25 274 |
| Počet domů     | 669   | 759   | 1 122  | 1 534  | 2 081  | 2 283  | 2 984  | 3 007  | 3 022  | 2 717  | 2 683  | 2 725  | 2 699  | 2 849  | 2 849  |

| Rok            | 1802  | 1808  | 1827  | 1834  | 1850  | 1857  | 1865  | 1866  | 1867  |
| -------------- | ----- | ----- | ----- | ----- | ----- | ----- | ----- | ----- | ----- |
| Počet obyvatel | 1 976 | 2 254 | 3 136 | 3 209 | 4 553 | 5 297 | 5 320 | 5 350 | 5 380 |
| Počet domů     | 411   | 435   | 512   | 523   | 555   | 561   | 570   | 593   | 617   |

### Struktura populace

Věková struktura obyvatel obce Jablonec nad Nisou roku 2011
Rodinný stav obyvatel obce Jablonec nad Nisou roku 2011
Vzdělání obyvatel obce Jablonec nad Nisou roku 2011

### Církve

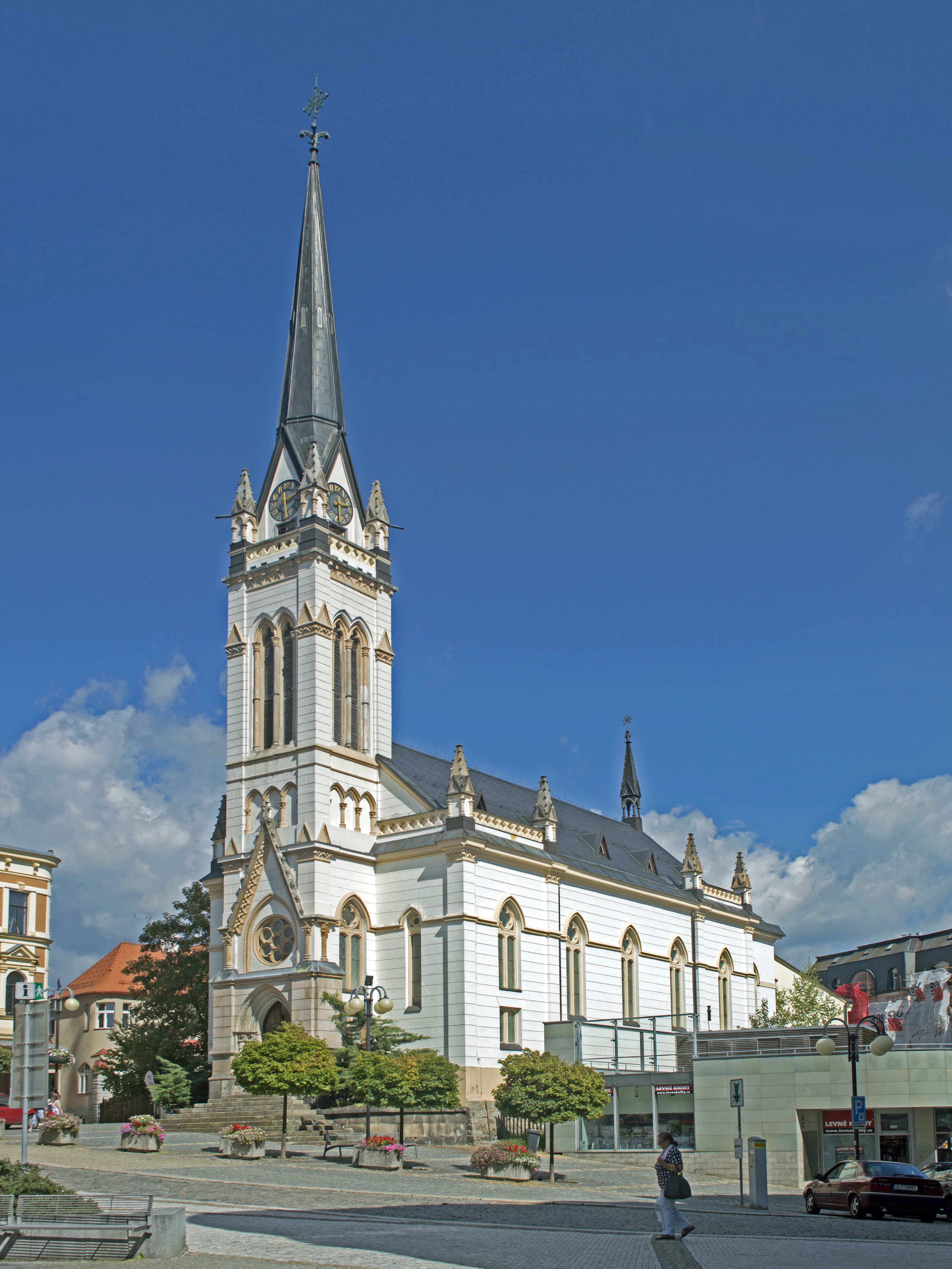
Sbor československé církve husitské (bývalý německý evangelický kostel)

Podle sčítání lidu v roce 2001, kdy měl Jablonec 45 600 obyvatel, uvedlo 33 976 z nich, že jsou bez vyznání (75 %). Následuje seznam největších církví ve městě:
- Církev římskokatolická má 5 251 členů (to je 12 %)
- Církev československá husitská: 666
- Českobratrská církev evangelická: 409
- Svědkové Jehovovi: 84
- Církev pravoslavná: 82
- Církev adventistů sedmého dne: 43
- Starokatolická církev v ČR: 40
- Slezská evangelická a.v.: 3

## Obecní správa

### Části města

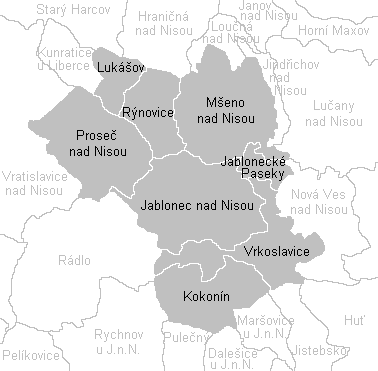
Katastrální území Jablonce nad Nisou

Město se skládá z osmi místních částí, které jsou téměř shodné s katastrálními územími (v závorce německý název):
1. Jablonec nad Nisou (Gablonz an der Neisse). Hlavní místní část je poměrně velká, statisticky je rozdělena na 23 základních sídelních jednotek.
2. Proseč nad Nisou (Proschwitz an der Neiße)
3. Lukášov (Luxdorf)
4. Rýnovice (Reinowitz). Ve druhé polovině 19. století (do roku 1897) byly spojeny s Lukášovem. V roce 1960 byly sloučeny se Mšenem nad Nisou a v roce 1962 připojeny k Jablonci nad Nisou.
5. Mšeno nad Nisou (Grünwald an der Neiße). Část katastrálního území Mšeno nad Nisou patří k místní částí Jablonecké Paseky, místní část Mšeno nad Nisou je tak rozdělena na dvě části – na východě města má malou exklávu. Od roku 1912 bylo Mšeno městysem, v roce 1962 bylo připojeno k Jablonci nad Nisou. Počátkem 80. let 20. století bylo staré Mšeno zbouráno a nahrazeno novým sídlištěm.
6. Jablonecké Paseky (Bad Schlag). Kromě katastrálního území Jablonecké Paseky patří k místní části Jablonecké Paseky též na severu přiléhající zastavěná část katastrálního území Mšeno nad Nisou. Původně patřily ke vsi Vrkoslavice, do roku 1904 patřily k obci Mšeno nad Nisou, poté byly samostatnou obcí, po druhé světové válce byly připojeny k Jablonci, s nímž zástavbou splynuly.
7. Vrkoslavice (Seidenschwanz); zahrnuje sídelní celek Dobrá Voda (Guttbrunn bei Gablonz an der Neisse). V letech 1850–1898 byly spojeny s Kokonínem, od roku 1962 jsou částí Jablonce nad Nisou.
8. Kokonín (Kukan). V roce 2012 se v souvislosti se sporem o čističku odpadních vod konalo místní referendum o osamostatnění této místní části, jeho iniciátoři však poté vyzvali k jeho bojkotu.

### Správní území
Jablonec nad Nisou byl dříve sídlem okresního úřadu, v současnosti je obcí s rozšířenou působností a s pověřeným obecním úřadem. Okres Jablonec nad Nisou ale stále existuje a skládá se ze 34 obcí, správní obvod obce s rozšířenou působností z 11 obcí. Stále zde také působí Okresní soud v Jablonci nad Nisou a okresní státní zastupitelství. Pro volby do Senátu patří do volebního obvodu č. 35.

## Průmysl
V bižuterii a sklářství je v Jablonci a okolí ještě dnes zaměstnáno 11 000 lidí, přičemž produkce je z velké většiny orientována exportně.[zdroj?] Kromě bižuterie a sklářství je však v Jablonci výrazně zastoupeno také strojírenství, dřevozpracující průmysl a výroba nábytku.[zdroj?] V Jablonci je také mincovna pro Česko s názvem Česká mincovna, založená po rozpadu Československa (mincovna pro Slovensko zůstala ve slovenské Kremnici).
Nejdůležitější sklářské podniky jsou EcoGlass, G&B beads, Preciosa.[zdroj?] Společnosti Bižuterie, Česká mincovna, Ornela a Železnobrodské sklo byly součástí jedné společnosti Jablonex Group.[zdroj?] Padesátiletá historie závodu Železnobrodské sklo v Železném Brodu na Jablonecku skončila v srpnu 2009.[zdroj?] Další podniky společnosti Jablonex Group byly prodány nebo uzavřeny v roce 2010.
Společnost Jablotron vyrábí zabezpečovací zařízení a mobilní telefony. Firma Soliter vyrábí kovové šperky. Společnost Lucas Varity vyrábí v Jablonci a okolí autobrzdy pod jménem TRW Automotive Aftermarket CZ LUCAS Autobrzdy (převzala zařízení bývalých podniků Autobrzdy a Ateso).[zdroj?] Dodává mimo jiné pro společnost Škoda Auto. V místní části Jablonecké Paseky sídlí tradiční český výrobce elektroinstalačního materiálu (vypínačů a zásuvek). Firma byla založena 1868 pod názvem Kramer & Löbl jako výrobce skleněných svítidel a částí svítidel. Od roku 1908 sídlí v Jabloneckých Pasekách a vyrábí elektroinstalační materiál, nyní (2015) pod značkou ABB, Elektro-Praga.

## Doprava

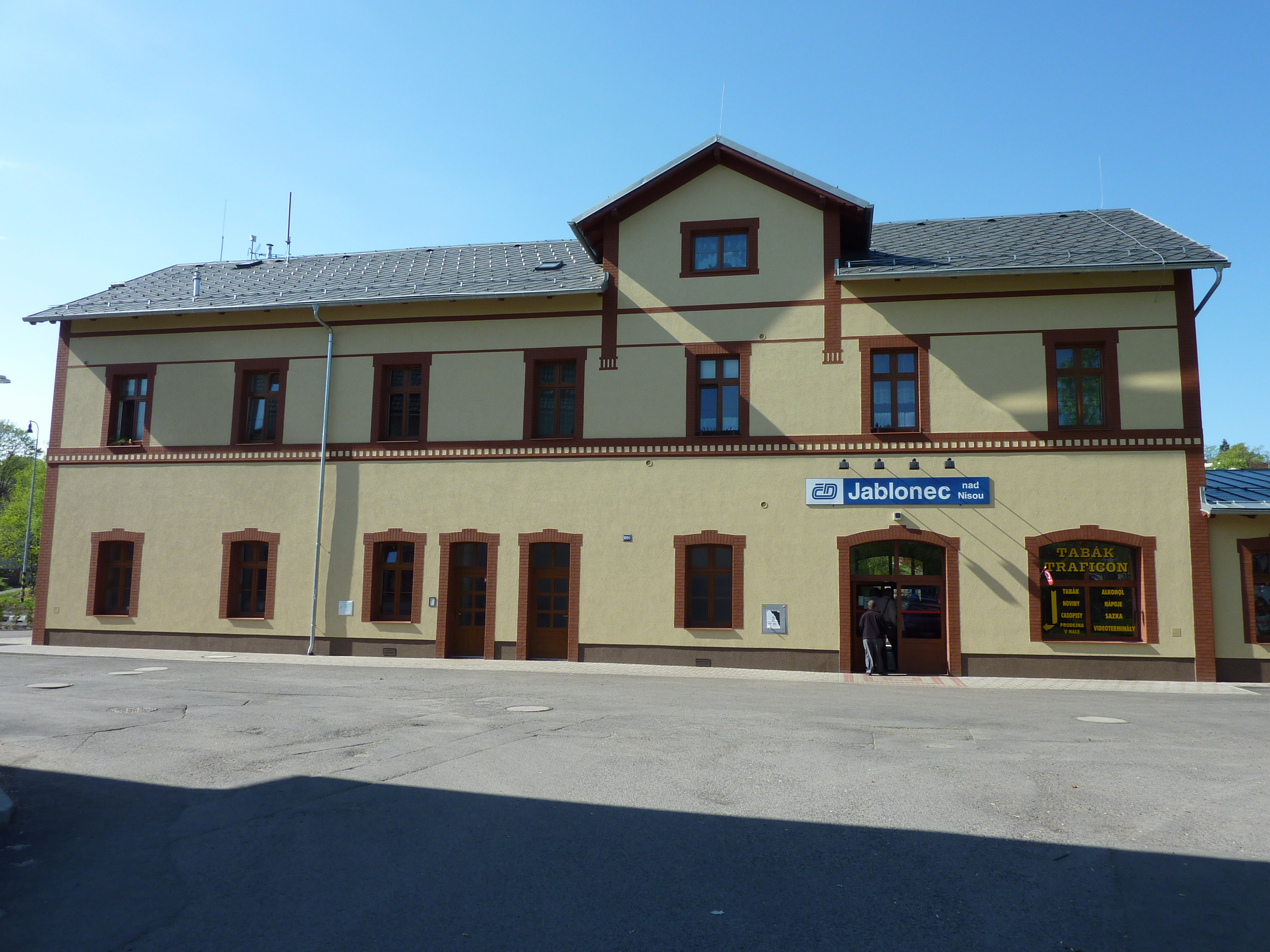
Železniční stanice Jablonec nad Nisou

Městskou dopravu v Jablonci nad Nisou tvoří síť městských autobusů. Provoz zajišťuje Jablonecká dopravní a.s. (dříve ho zajišťoval Dopravní podnik měst Liberce a Jablonce nad Nisou a ještě před tím ho zajišťovala firma ČSAD Jablonec). Městské autobusy zajíždějí i do přilehlých obcí – Rychnova u Jablonce nad Nisou, Janova nad Nisou, Bedřichova či Lučan nad Nisou. Do jablonecké čtvrti Lukášov zajíždí i linka č. 15 liberecké MHD.
Mezi lety 1900 až 1965 měl Jablonec svou vlastní tramvajovou síť s tratěmi do Mšena, Rychnova či Janova, dnes do města vede pouze meziměstská jednokolejná tramvajová trať z Liberce. Po ní zajíždí do Jablonce tramvajová linka č. 11, jejímž dopravcem je Dopravní podnik měst Liberce a Jablonce nad Nisou.
S krajským Libercem má Jablonec silniční spojení po silnici I/14, v roce 2012 se plánovala její rekonstrukce. Silnice I/14 dále pokračuje na Tanvald. Silnice první třídy I/65 spojuje Jablonec s významnou silnicí I/35, která Jablonec míjí.
Jablonec nemá příliš dobré železniční spojení. Leží na regionální železniční trati Liberec–Harrachov. Do Jablonce jezdí jen osobní vlaky linky L1 Liberec – Jablonec – Smržovka – Tanvald – Harrachov, o víkendu pak i do roku 2015 spěšné vlaky Tanvald – Jablonec – Liberec – Drážďany. Jablonec je městskou dopravou spojen s nádražím v Rychnově u Jablonce nad Nisou, které leží na hlavní trati 030 Liberec – Hradec Králové, a kde staví všechny vlaky včetně rychlíkové linky Liberec – Pardubice, která má v Turnově přípoje na rychlíky směr Mladá Boleslav a Praha.

## Sport

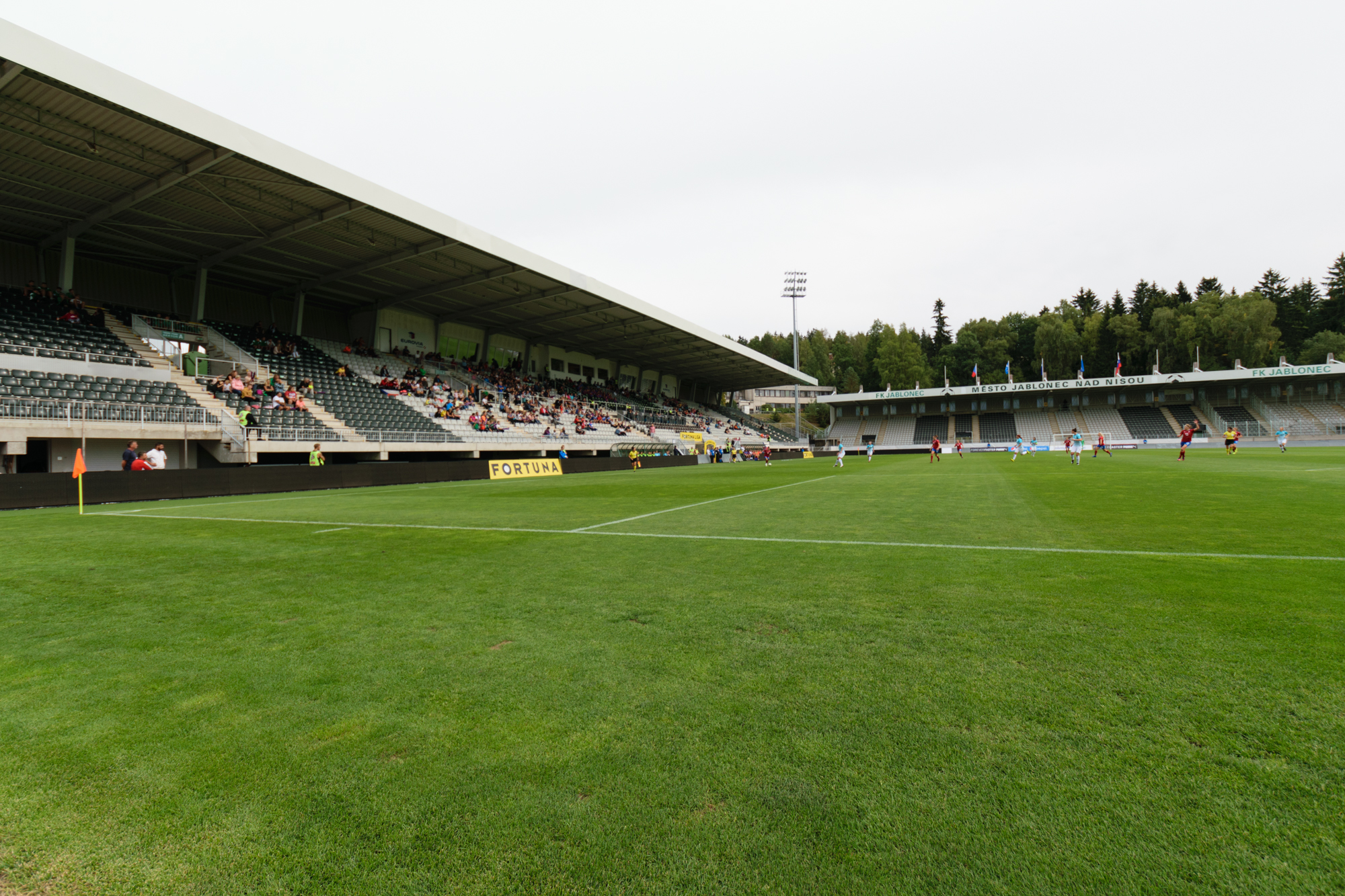
Stadion Střelnice

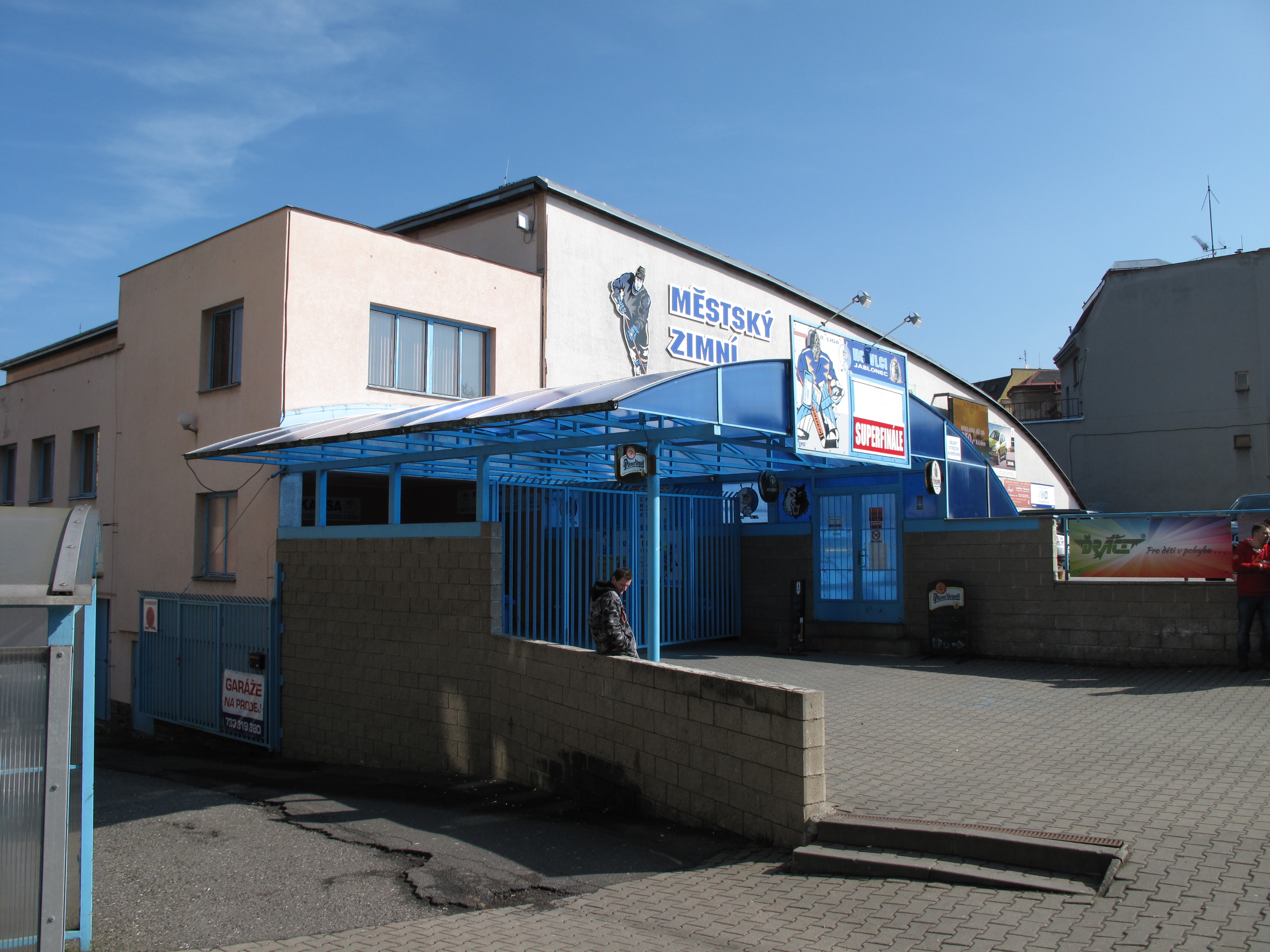
Zimní stadion

Nejúspěšnějším jabloneckým sportovním oddílem je fotbalový klub FK Jablonec. Do nejvyšší soutěže se prvně podíval již v 70. letech 20. století (1974/75, 1975/76), tehdy pod názvem Liaz Jablonec. Znovu se do ní probojoval roku 1994 a od té doby ji neopustil. Nejlepšího výsledku dosáhl v sezóně 2009/10, kdy skončil na druhém místě. Pětkrát bral také ligový bronz. Dvakrát vyhrál český pohár (1998, 2013). Díky tomu se podíval již několikrát i do evropských pohárů. Zde se mu spíše nedařilo, nicméně památným je skalp FC Kodaň z Evropské ligy 2015/16. Dvakrát hrál Jablonec v Evropské lize základní skupinu. Dres Jablonce oblékal i legendární střelec David Lafata. K dalším reprezentantům v kádru patřili Milan Fukal, Miroslav Baranek, Karel Piták, Jan Kopic nebo Václav Pilař. Své domácí zápasy hraje FK Jablonec na stadionu Střelnice s kapacitou 6108 diváků. V roce 2008 se na tomto stadionu konalo i Mistrovství Evropy hráčů do 19 let. Je ligovým stadionem v nejvyšší nadmořské výšce, rozmary počasí na Střelnici jsou tedy pověstné.
Ve městě sídlí i hokejový klub HC Vlci Jablonec nad Nisou. Založen byl v roce 1996. Hraje třetí nejvyšší soutěž. Své domácí zápasy odehrává na Zimním stadionu Jablonec nad Nisou s kapacitou 1500 diváků.
Atletická hala v Jablonci byla otevřena roku 1967 jako jedna z prvních v republice, proto se v ní odehrávala naprostá většina halových mistrovství Československa v letech 1968–1994.

## Pamětihodnosti

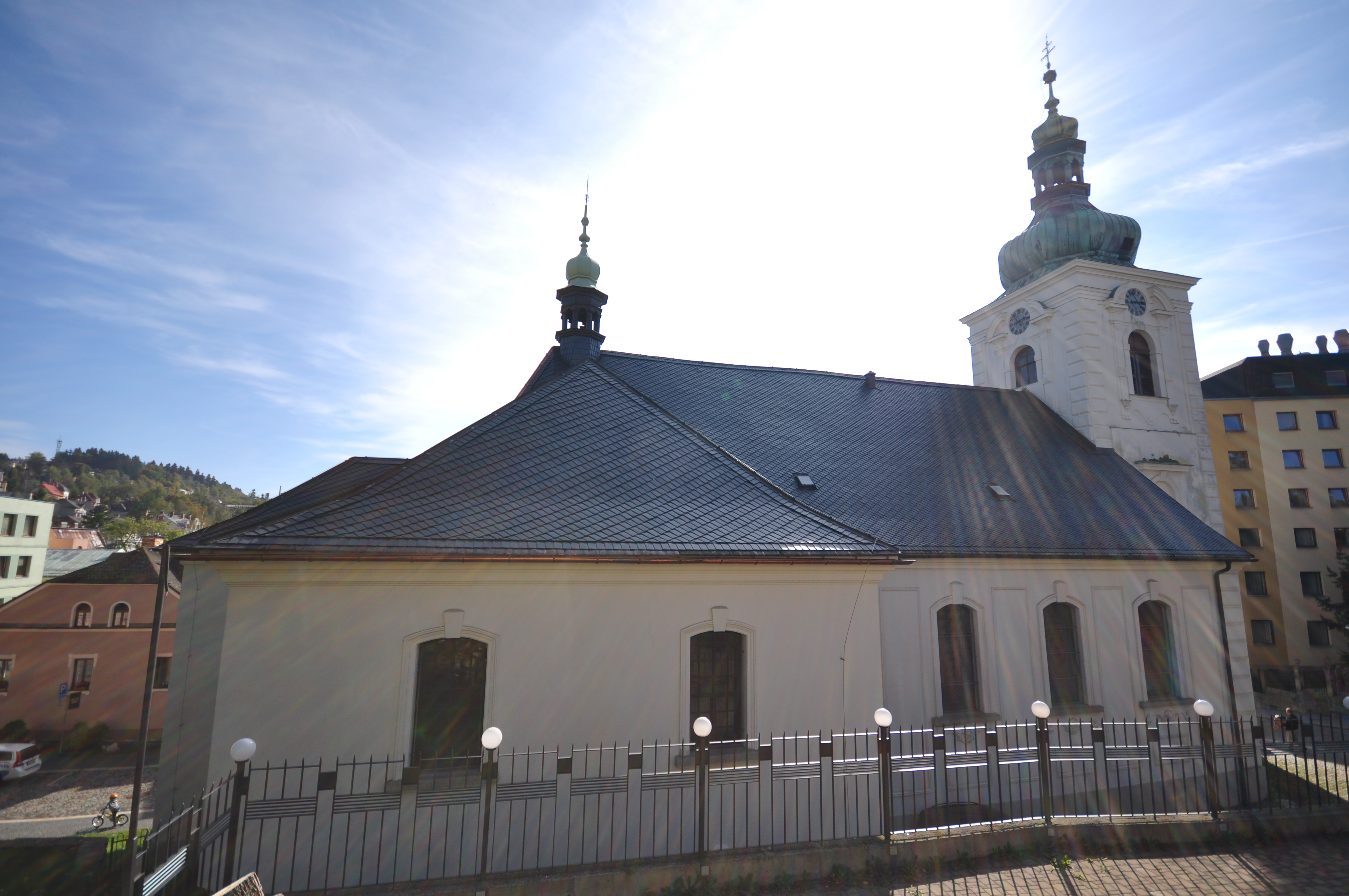
Kostel sv. Anny

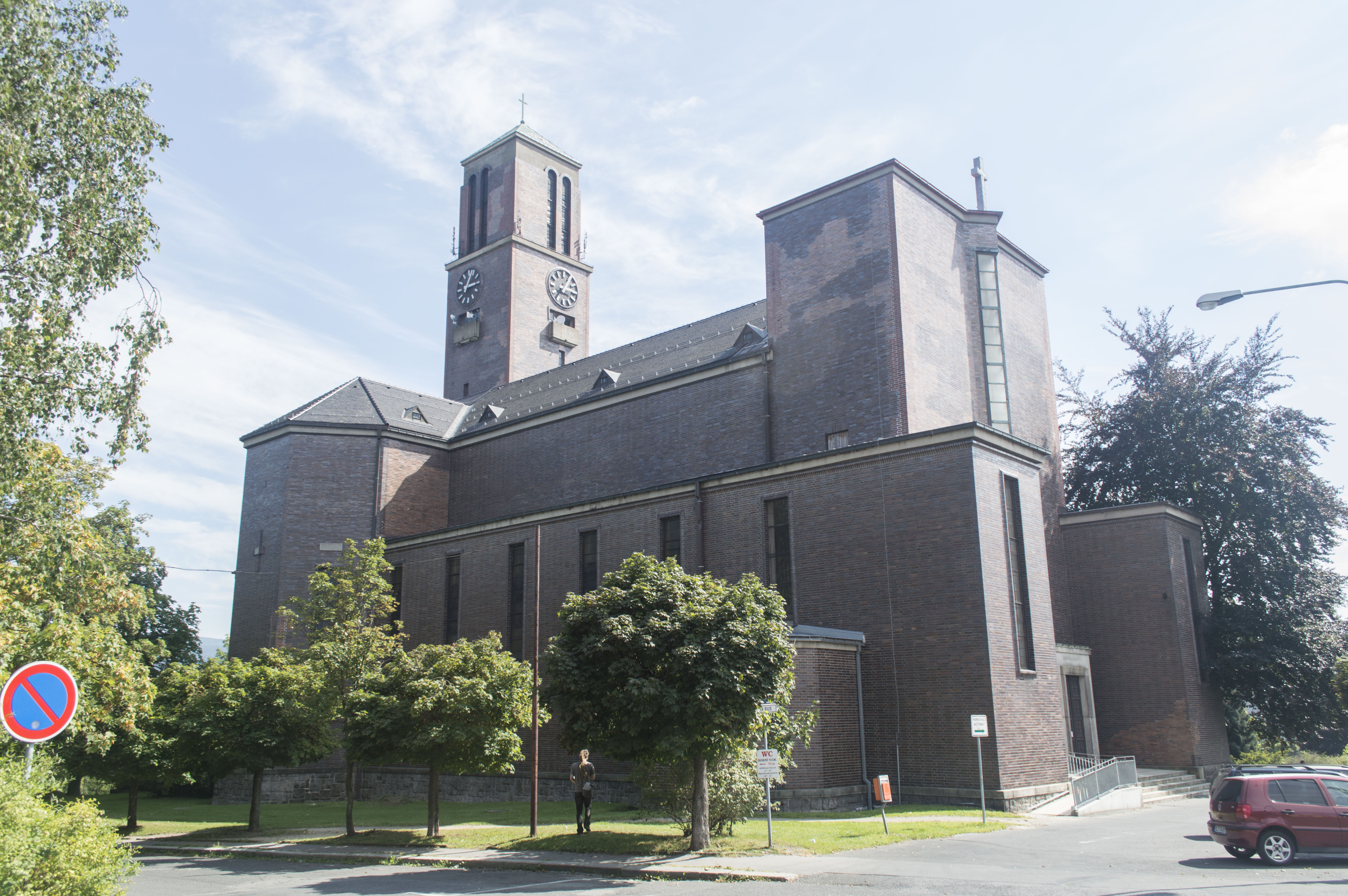
Kostel Nejsvětějšího srdce Ježíšova

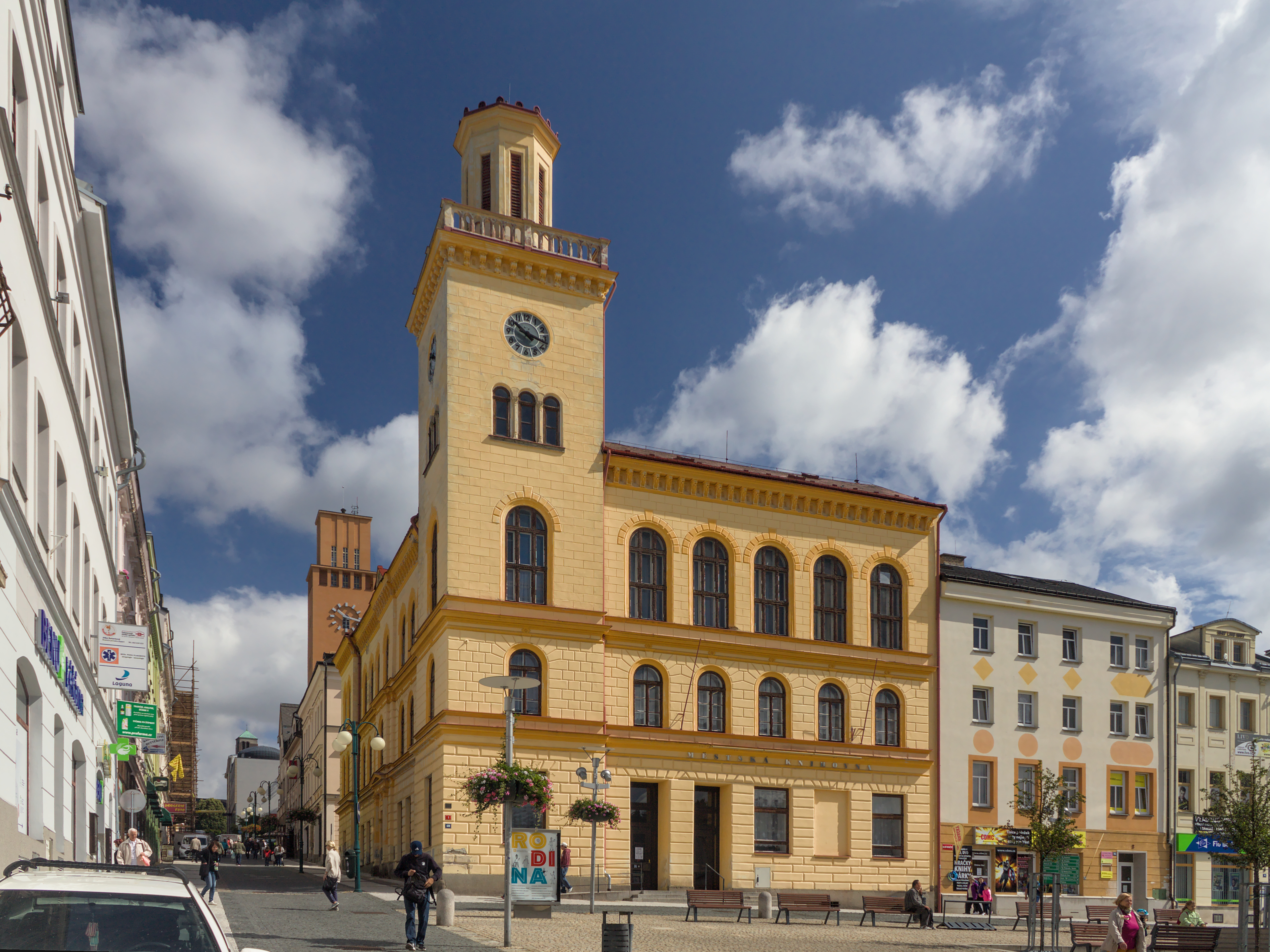
Stará radnice, nyní městská knihovna

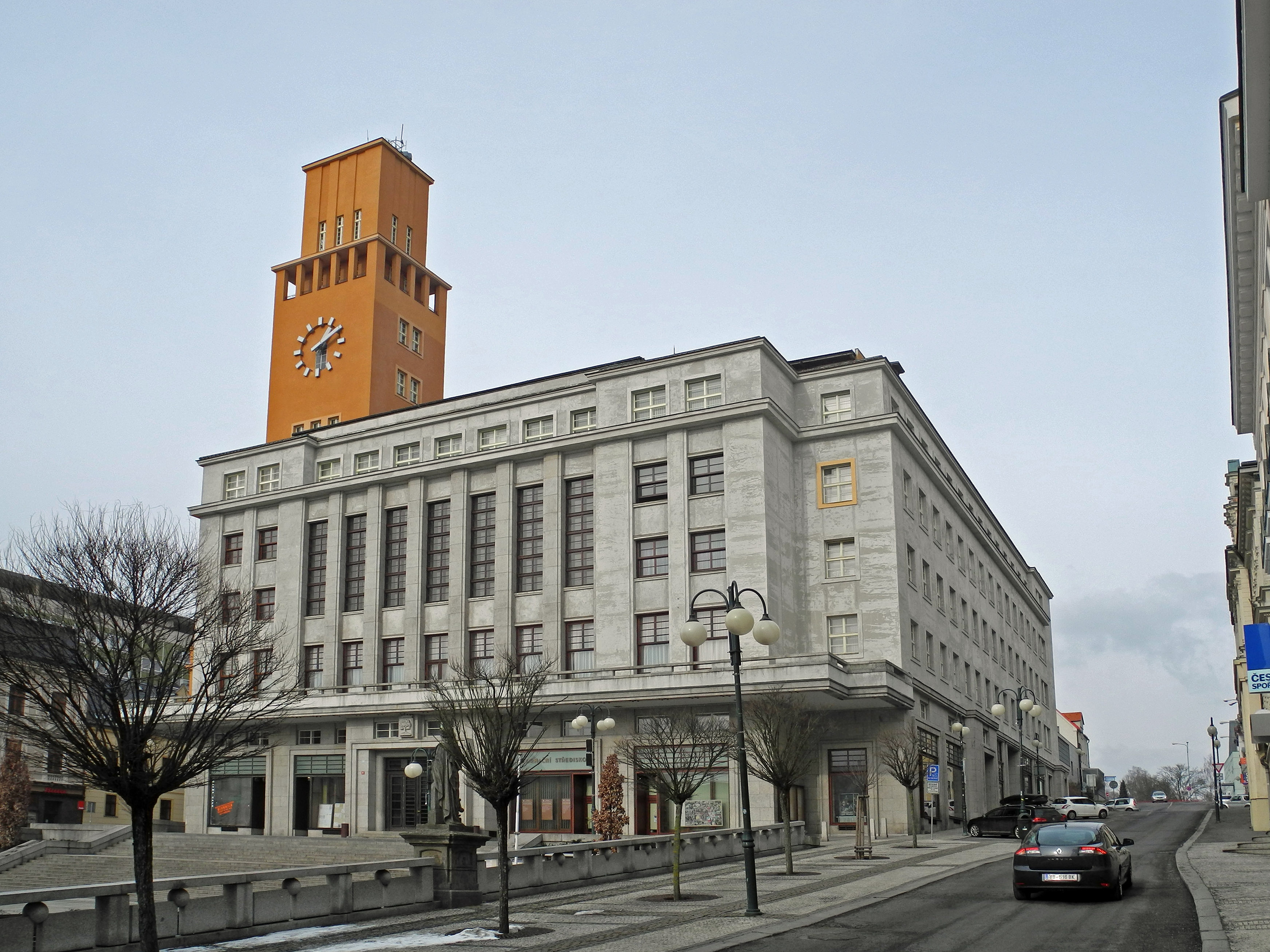
Nová radnice – sídlo magistrátu na Mírovém náměstí

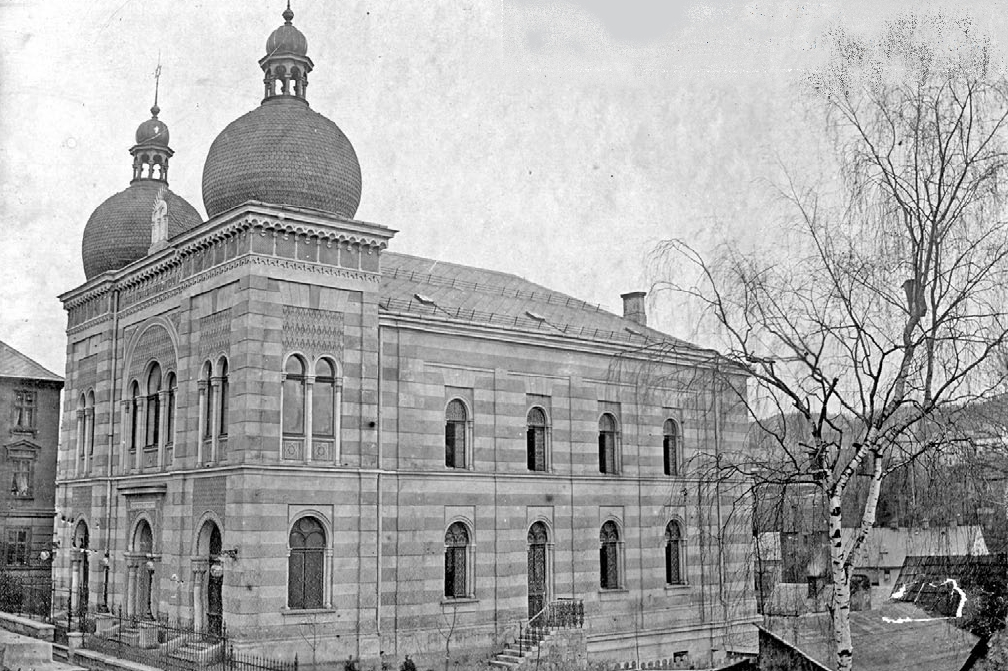
Jablonecká synagoga

- Bývalá fara je historiky považována za nejstarší budovu celého Jablonce nad Nisou. Nachází se v Kostelní ulici naproti kostelu sv. Anny. Na zahradě je umístěno sousoší Getsemanské zahrady z roku 1829.
- Kostel svaté Anny je nejstarším dochovaným jabloneckým svatostánkem. Stojí na místě původního dřevěného kostelíka. Současný kostel je původně barokní stavba z let 1685–1687. Věž byla přistavěna až roku 1706 a roku 1842 byla přistavěna i sakristie situovaná do svahu za kostelem. V té době byla fasáda kostela upravena v neorenesančním stylu. Kostel v současnosti neslouží bohoslužebným účelům a po letech, kdy byl v katastrofálním stavu, byl financemi města opraven a přidružen k Městskému divadlu. Dnes je využívaným místem pro kulturní události. Před kostelem jsou umístěny dvě plastiky:
  - Socha Panny Marie v naději (Panny Marie Karlovské – patronky těhotných žen a šťastných porodů) tesaná z pískovce roku 1773, na zadní straně soklu má darovací nápis a jméno autora Jana Christiana Weisse.
  - Náhrobní kříž, nazývaný někdy Smírčí kříž, z roku 1666; pískovcová náhrobní stéla s tesaným křížem a německým nápisem o smrti Hanse Kleinerta umrznutím. Po straně je signatura kameníka Georga Weisse, přemístěno od jabloneckého pivovaru.
- Belveder – pozdně barokní dům s mansardovou střechou, poprvé zmiňovaný roku 1773. Dnes je zde umístěna část expozice, kanceláře a depozitáře Muzea skla a bižuterie.
- Petřín – vrch nad Jabloncem, kde stojí secesní výletní restaurace s rozhlednou postavená roku 1906. Z rozhledny je výhled na Jizerské hory a na město Jablonec nad Nisou.
- Evangelický kostel Dr. Farského. Toleranční evangelický kostel byl postaven jako jednolodní v neogotickém stylu s přilehlou farní budovou již roku 1833. Nachází se v samém centru na Náměstí Dr. Farského. V letech 1892–1896 byl přebudován na trojlodní baziliku, opět v neogotickém stylu pod vedením stavitele Arweda Thameruse.[18] Věž o výšce 60 metrů je jednou z dominant jabloneckého panoramatu. Uvnitř jsou cenná leptaná skla (postava Martina Luthera), sklomalby z let 1896–1897 a křišťálové lustry. Kostel je od roku 1946 ve vlastnictví Církve československé husitské, stejně jako přilehlá farní budova.
- Starokatolický kostel Povýšení svatého kříže je vzácná secesní sakrální stavba. Byl postaven v letech 1902–1906 podle návrhu Josefa Zascheho, jabloneckého rodáka. Kostel byl stavěn pro starokatolickou církev, která kostel užívá dodnes.
- Římskokatolický kostel Nejsvětějšího srdce Ježíšova byl rovněž postaven podle projektu Josefa Zascheho, který jej navrhl ještě ve stylu secesním, ale později plány upravil v tehdy aktuálním stylu funkcionalistickém. Tento trojlodní chrám byl vybudován v letech 1930–1932 a od té doby je největším kostelem Libereckého kraje. Na hlavním oltáři je umístěna bronzová socha Krista v nadživotní velikosti od vídeňského sochaře Arnolda Hartiga z roku 1930. Kostel byl rekonstruován na konci 20. století. Sídlí zde děkanský úřad.
- Městské divadlo – stavba firmy Fellner a Helmer byla postavena v letech 1906–1907 v secesním slohu. Divadlo bylo v 90. letech 20. století nákladně zrekonstruováno. Divadlo nemá stálý divadelní soubor.
- Stará radnice byla postavena nedlouho po povýšení Jablonce na město, v letech 1867–1869. V neorenesanční stavbě kromě městského úřadu sídlila i pošta a později i okresní úřad. Po postavení nové radnice ve třicátých letech 20. století byla do staré radnice přemístěna Městská knihovna, na kterou největší měrou přispěl dr. Anton Randa, po kterém se zde jmenuje jedno z gymnázií.
- Nová radnice. Pětipatrová funkcionalistická budova s prvky konstruktivismu a neoklasicismu a interiérem ve stylu art deco (z něhož se dochovala malá část) byla postavena podle plánů libereckého německého architekta Karla Wintera v letech 1931–1933, tedy v letech hospodářské krize. Výstavba přinesla množství pracovních příležitostí v této těžké době. V objektu bylo od začátku umístěno kino, kavárny a restaurace. Radnici v poválečné době postihly nešťastné úpravy vnitřních prostor. Dnes je objekt sídlem městského úřadu, informačních středisek a kina. V přízemních prostorách jsou umístěny obchody a galerie My. V létě lze s průvodcem vystoupat na radniční věž, odkud je nádherný panoramatický rozhled.
- Neysseburg – dnes zpustlá budova, která sloužila jako sídlo místní pobočky německého dobročinného a recesistického spolku Schlaraffia (říše Preciosa Iserina), postavená roku 1909 podle projektu jabloneckého architekta a stavitele Arweda Thameruse (sám byl členem spolku jako rytíř Bramante).[19] Objekt byl po dlouholetých snahách o záchranu na základě evidentních památkových hodnot zbourán v květnu 2019 (tč. demolice probíhá za pokračujících sporů s městským úřadem).
- Háskova vila – nejstarší ze tří významných funkcionalistických vil v Jablonci. V roce 1929 navštívil jablonecký exportér bižuterie Jaroslav Hásek výstavu Wohnung und Werkraum (WUWA) ve Vratislavi, kde jej zaujal návrh rodinného domu architekta Heinricha Lauterbacha. Vila byla vystavěna v roce 1931 a nachází se za jabloneckou přehradou v Průběžné ulici. Je považována za jednu z nejkrásnějších ukázek aerodynamického funkcionalismu vratislavské školy a je zapsána v Ústředním seznamu kulturních památek ČR pod číslem rejstříku 18366/5-4788.
- Schmelowského vila – jedna z nejhodnotnějších meziválečných staveb na severočeském území, byla postavena roku 1933 pro lékaře Friedricha Schmelowského. Jejím tvůrcem byl čelný představitel tzv. Vratislavské architektonické školy, Heinrich Lauterbach.
- Kantorova vila – postavena v letech 1933–1934 pro rodinu chirurga Alfreda Kantora. Jejím autorem byl Heinrich Kulka, žák, spolupracovník a blízký přítel Adolfa Loose. Čtyřpodlažní vila stojí na křižovatce ulic Palackého a U přehrady a připomíná Müllerovu vilu v Praze. Rodina Alfreda Kantora musela po válce vilu opustit a odstěhovala se do Německa. Dům pak byl v roce 1960 přestavěn na bytový dům, což podstatně zasáhlo do původních dispozic Kulkova výtvoru.
- Dům manželů Josefa Václava a Jany Scheybalových – bývalá fara proti kostelu sv. Anny, dnes památník, Galerie My a turistické infocentrum
- Synagoga – vypálena v roce 1938
- Muzeum skla a bižuterie, cenná secesní budova původně sídlo exportní firmy Zimmer & Schmidt;
- Poštovní úřad – neorenesanční budova z roku 1896, rakouského architekta Friedricha Setze, autora většiny pošt v Předlitavsku
- Střelnice – stavba spolku ostrostřelců (založeného již roku 1761), společenská budova z let 1870–1871, později sportovní centrum
- Hotel Praha (dříve hotel Geling) – neorenesanční hotelový dům se společenským sálem postavený Gustavem Gelingem v letech 1879–1883. Ve své době jeden z nejluxusnějších hotelů ve městě. V roce 2011 byl přeměněn na polyfunkční kulturní zařízení.[20][21]

## Osobnosti
- Pavel Brycz (* 1968), spisovatel, scenárista
- Peter Herman Adler (1899–1990), dirigent
- Adolf Benda (1845–1878), historik, autor Geschichte der Stadt Gablonz (Dějiny města Jablonce, 1876–77)
- Ivan Bartoš (* 1980), politik, bývalý předseda Pirátské strany
- Dana Černá (* 1970), herečka
- Markéta Davidová (* 1997), biatlonistka
- Jaromír Drábek (* 1965), ekonom a politik
- Josef Duchač (* 1938), německý politik (CDU), v letech 1990–1992 premiér spolkového státu Durynsko
- Richard Fleissner (1903–1989), malíř a profesor umělecké průmyslovky v Jablonci a Mnichově
- Monika Glettler (* 1942), historička
- Robert Hemmrich (1871–1946), architekt
- Konrad Henlein (1898–1945), sudetoněmecký politik a nacista, studoval a žil v Jablonci nad Nisou
- Dagmar Edith Holá (* 1973), spisovatelka, šéfredaktorka časopisu o autismu
- Jessica Jislová (* 1994),  biatlonistka
- Lubomír Kafka (1956–1989), baletní tanečník, sólista Baletu Národního divadla a Státní opery v Berlíně
- Milada Karbanová (* 1948), skokanka do výšky
- Karel Kolář (1955–2017), atlet, sprinter
- Marta Kloučková (* 1988), zpěvačka, textařka a skladatelka
- Jitka Landová (* 1992), biatlonistka
- Gustav Leutelt (1860–1947), spisovatel a básník
- Vratislav Karel Novák (1942–2014), sochař, šperkař a pedagog
- Adolf Posselt (1844–1926), starosta města, okresní starosta a poslanec zemského sněmu
- Josef Václav Scheybal (1928-2001), grafik, historik umění a etnograf Jizerských hor
- Gabriela Soukalová (* 1989), biatlonistka
- Nikola Sudová (* 1982), akrobatická lyžařka
- Barbora Špotáková (* 1981), oštěpařka, olympijská vítězka
- Veronika Týblová (* 1970), dětská herečka
- Josef Zasche (1871–1957), architekt (starokatolický kostel Povýšení sv. Kříže, římskokatolický kostel Nejsvětějšího Srdce Páně)
- Pavel Žur (1966–2023), sbormistr, producent a regionální politik
- Miloslav Jirda (1895–1970), překladatel z francouzštiny

## Partnerská města
Partnerskými městy jsou:
- Budyšín, Německo
- Cvikov, Německo
- Jelení Hora, Polsko
- Kaufbeuren, Německo
- Marsciano, Itálie
- Ronse, Belgie
- Siófok, Maďarsko